# Lenrie Peters
Lenrie Leopold Wilfred Peters (* 1. September 1932 in Bathurst (heute Banjul), Gambia; † 28. Mai 2009 in Dakar, Senegal) war ein gambischer Chirurg, Schriftsteller und Dichter.

## Leben
Lenrie Peters war der Sohn von Lenrie Peters Senior. Er ging 1949 an die Prince of Wales School in Freetown (Sierra Leone) und erlangte dort sein „High School Certificate“ mit naturwissenschaftlicher Ausrichtung. Anschließend ging er 1952 auf das Trinity College in Cambridge, wo er 1956 den Bachelor of Science erlangte. Von 1956 bis 1959 arbeitete und studierte er am University College Hospital in London und erhielt 1959 das medizinische und chirurgische Diplom aus Cambridge. Zusätzlich war er von 1955 bis 1968 für das Afrika-Programm der BBC tätig.
Während seiner Zeit in Cambridge wurde er zum Präsidenten der African Students’ Union gewählt und interessierte sich für die panafrikanische Politik. Er schrieb einige Gedichte und seinen einzigen, halbautobiografischen Roman The Second Round, der 1965 erschien. Diese Veröffentlichungen brachten ihm die Aufmerksamkeit der Literaturszene Englands und den Ruf, einer der besten Lyriker Afrikas zu sein, ein.
Vor seiner Rückkehr nach Gambia arbeitete Peters an den Krankenhäusern in Guildford und Northampton. In Gambia arbeitete er dann als Chef-Chirurg des Protectorate Hospital in Bansang (1969–1972). Später verließ er den öffentlichen Dienst und betrieb dann eine eigene private Praxis und führte die von Samuel J. Palmer gegründete „Westfield Clinic“ in Serekunda.
Lenrie Peters spielte eine wichtige Rolle im Übergang von der militärischen zur zivilen Regierung 1995 bis 1996, als er im Dezember 1995 den Vorsitz der National Consultative Commission übernahm.
Peters war Mitglied im West African College of Surgeons und der Royal College of Surgeons in England. Er wurde später Präsident der gambischen Denkmal-Kommission (Historic Commission of Monuments of the Gambia) und Präsident des Verwaltungsrats der gambischen Nationalbibliothek sowie von 1979 bis 1987 des Gambia College. Von 1985 bis 1991 war er Mitglied und Präsident des West African Examination Council (WAEC).
Im Mai 2009 starb Peters im Alter von 76 Jahren nach einer kurzen Erkrankung in Dakar.

## Familie
Lenrie Peters war Teil einer bedeutenden gambischen Familie. Er kam als Kind des Journalisten und Verlegers Lenrie Peters Senior (1894–1968) und Kezia Rosemary Peters zur Welt. Seine Mutter war Enkelin (Tochter der jüngsten Tochter) von Thomas Maxwell (ca. 1823–1905), der als Priester in Sierra Leone und Cape Coast, Goldküste (heute Ghana) tätig war. Seine Eltern waren der Bevölkerungsgruppe der Aku zuzurechnen.
Unter seinen Geschwistern waren die Journalistin und Krankenschwester Bijou Peters (1927–2014), die Historikerin Florence Mahoney (geboren 1929), die Entwicklungshelferin Ruby Peters (gestorben 2008) und der Schauspieler Dennis Alaba Peters (1927–1996).

## Werke

### Lyrik
- 1964: Poems (Ibadan: Mbari Press)
- 1967: Satellites (London: Heinemann)
- 1971: Katchikali (London: Heinemann) ISBN 0-435-90633-X, ISBN 0-435-90103-6
- 1981: Selected Poetry (London: Heinemann) ISBN 0-435-90238-5

### Romane
- 1965: The Second Round. Heinemann, London, ISBN 0-435-90022-6.

## Auszeichnungen
- Royal College of Surgeons, 1967
- West African College of Surgeons
- International College of Surgeons, 1992
- Officer, Order of the Republic of The Gambia (ORG)
- News and Report, Man of the Year, 1995